# Crothersville
Crothersville – miasto w Stanach Zjednoczonych, w stanie Indiana, w hrabstwie Jackson.